# Ranunculus tenebricans
Ranunculus tenebricans är en ranunkelväxtart som först beskrevs av George Gunnar Marklund, och fick sitt nu gällande namn av S. Ericsson. Ranunculus tenebricans ingår i släktet ranunkler, och familjen ranunkelväxter. Inga underarter finns listade i Catalogue of Life.